# 马尔凯国家美术馆

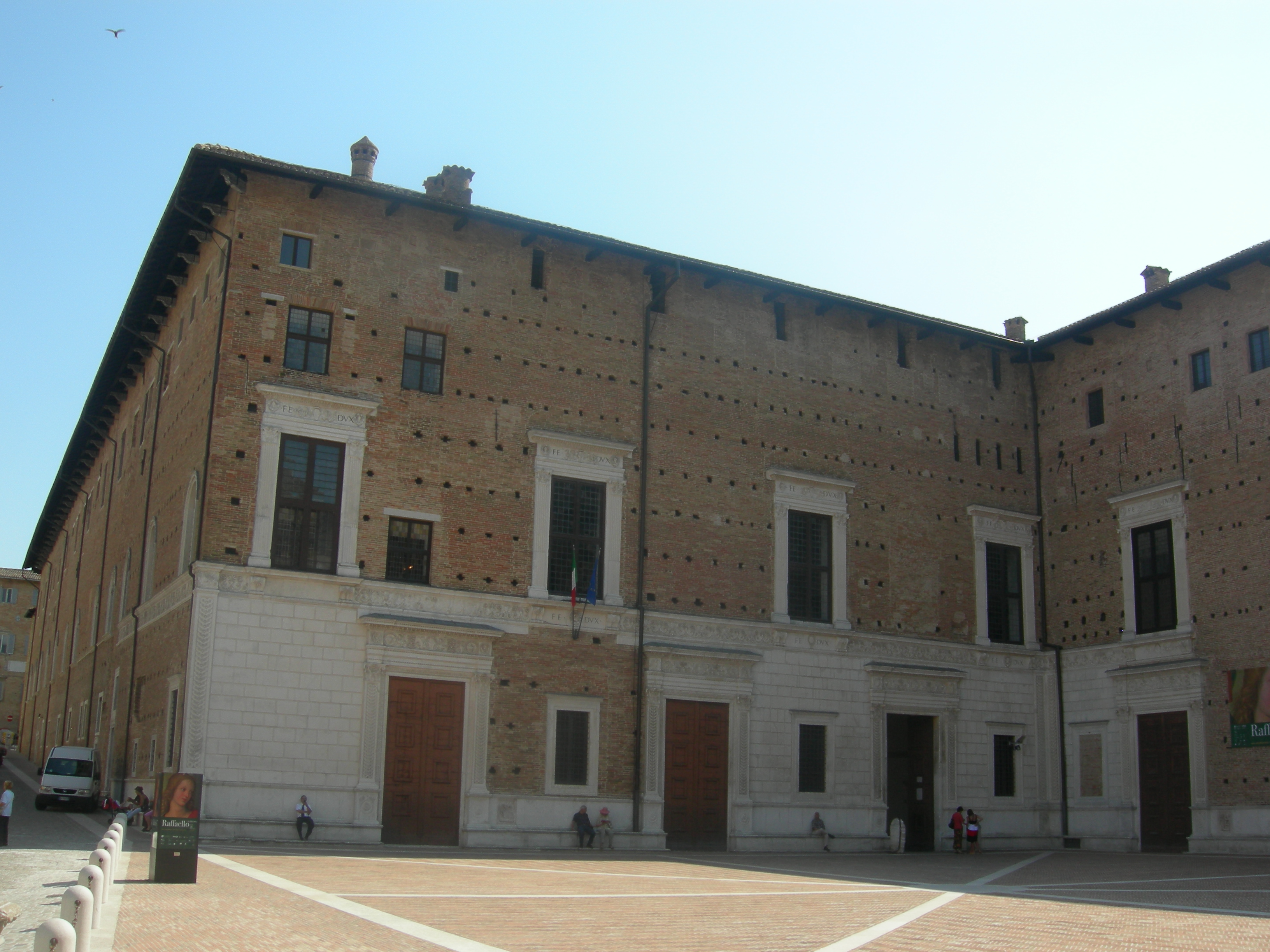

马尔凯国家美术馆（Galleria nazionale delle Marche）位于意大利马尔凯大区乌尔比诺文艺复兴广场（Piazza Rinascimento）13号，公爵宫内，其收藏品大部分来自十九世纪马尔凯地区教堂和修道院收藏的作品。美术馆成立于1912年。2016年访客人数达194522人。
美术馆内原公爵藏品已经不多，大多已经在几个世纪间散失。最著名的部分与乌尔比诺文艺复兴（Rinascimento urbinate）有关，包括皮耶罗·德拉·弗朗切斯卡、費德里科·達·蒙特費爾特羅、拉斐尔以及費德里科·巴羅奇（Federico Barocci）的作品。
在一楼还设有乌尔比诺考古博物馆（Museo archeologico urbinate）。

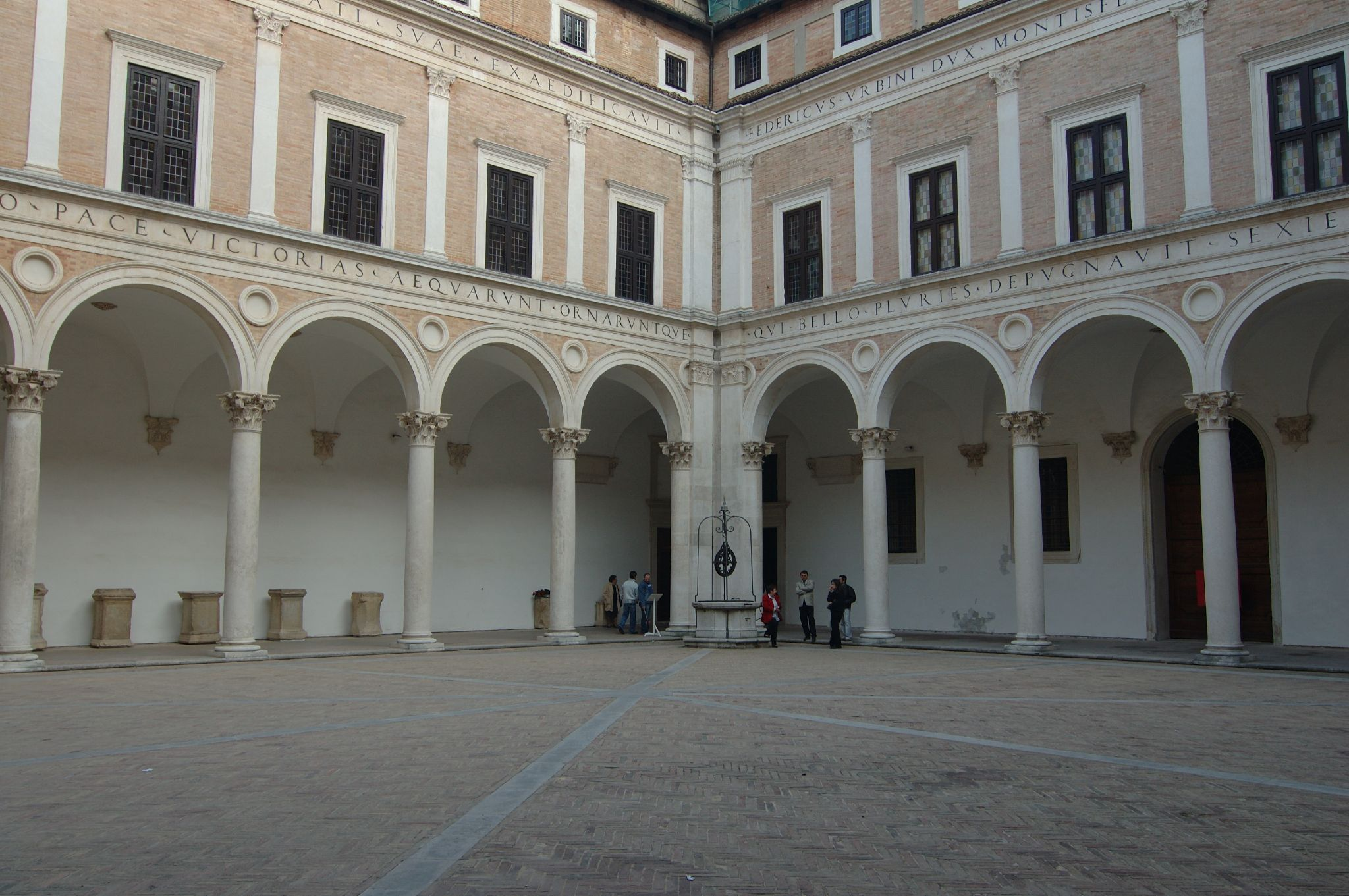
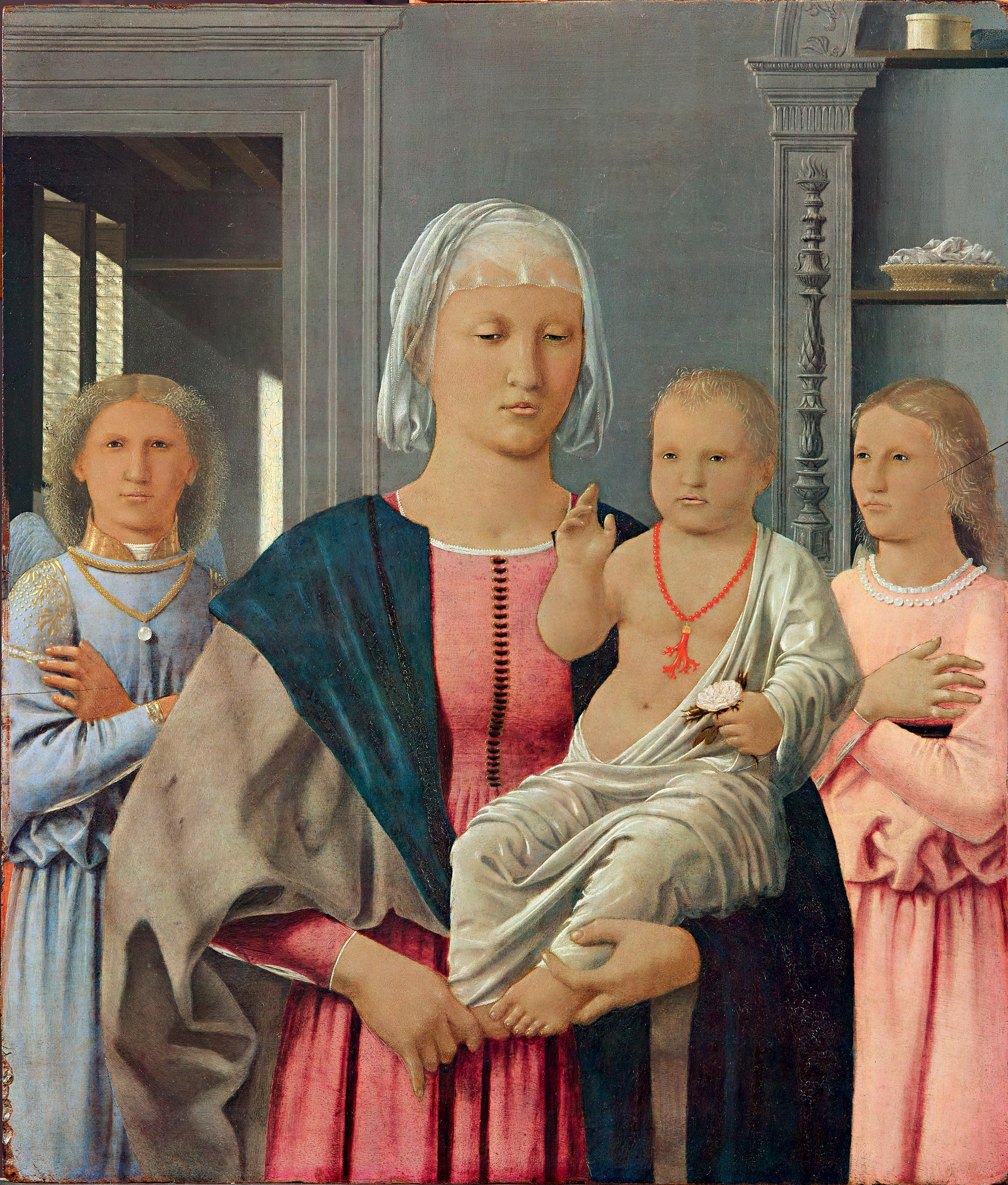
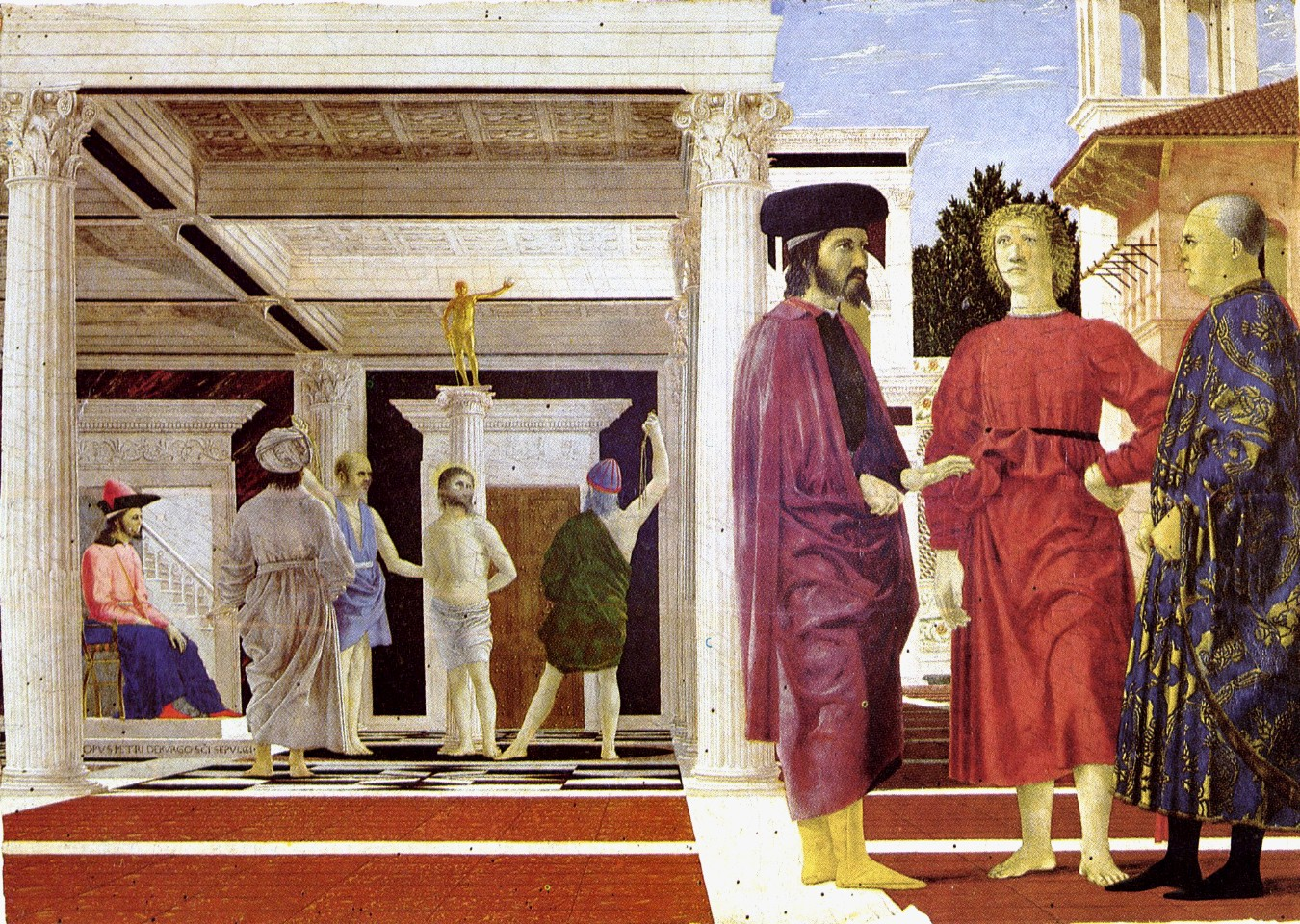
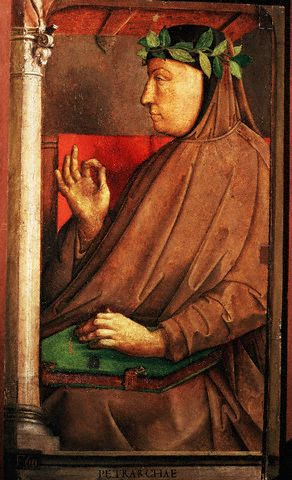
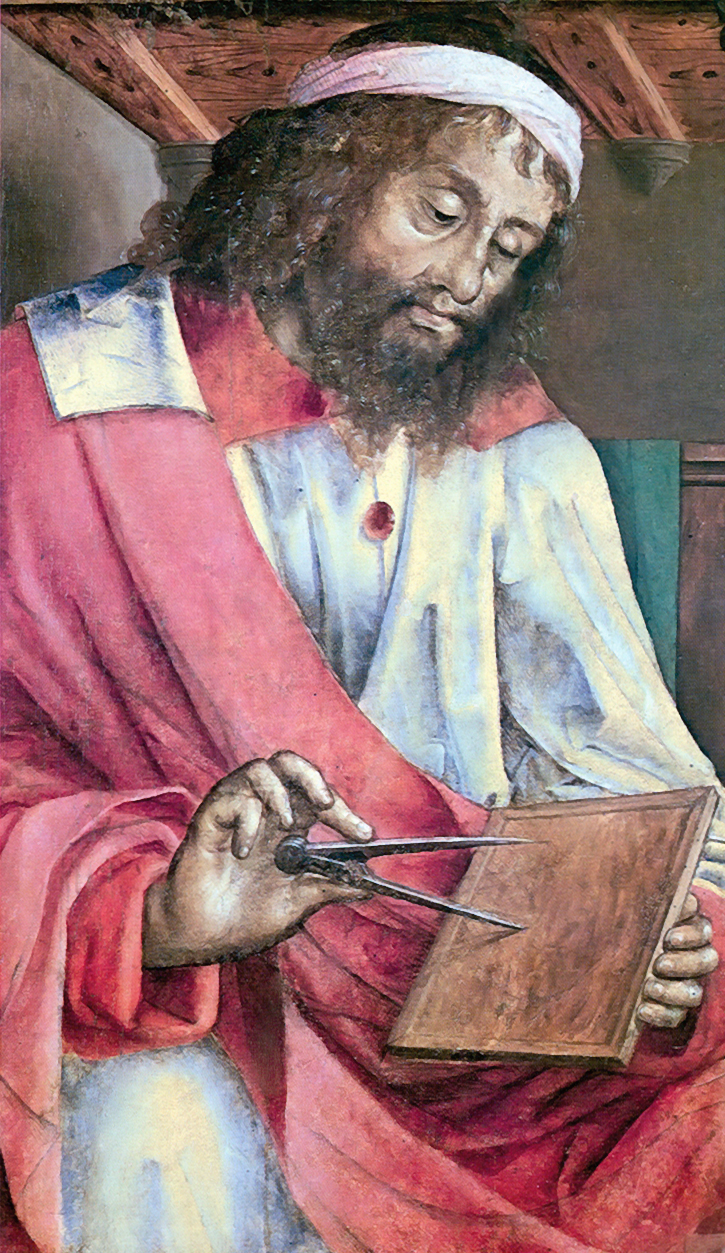
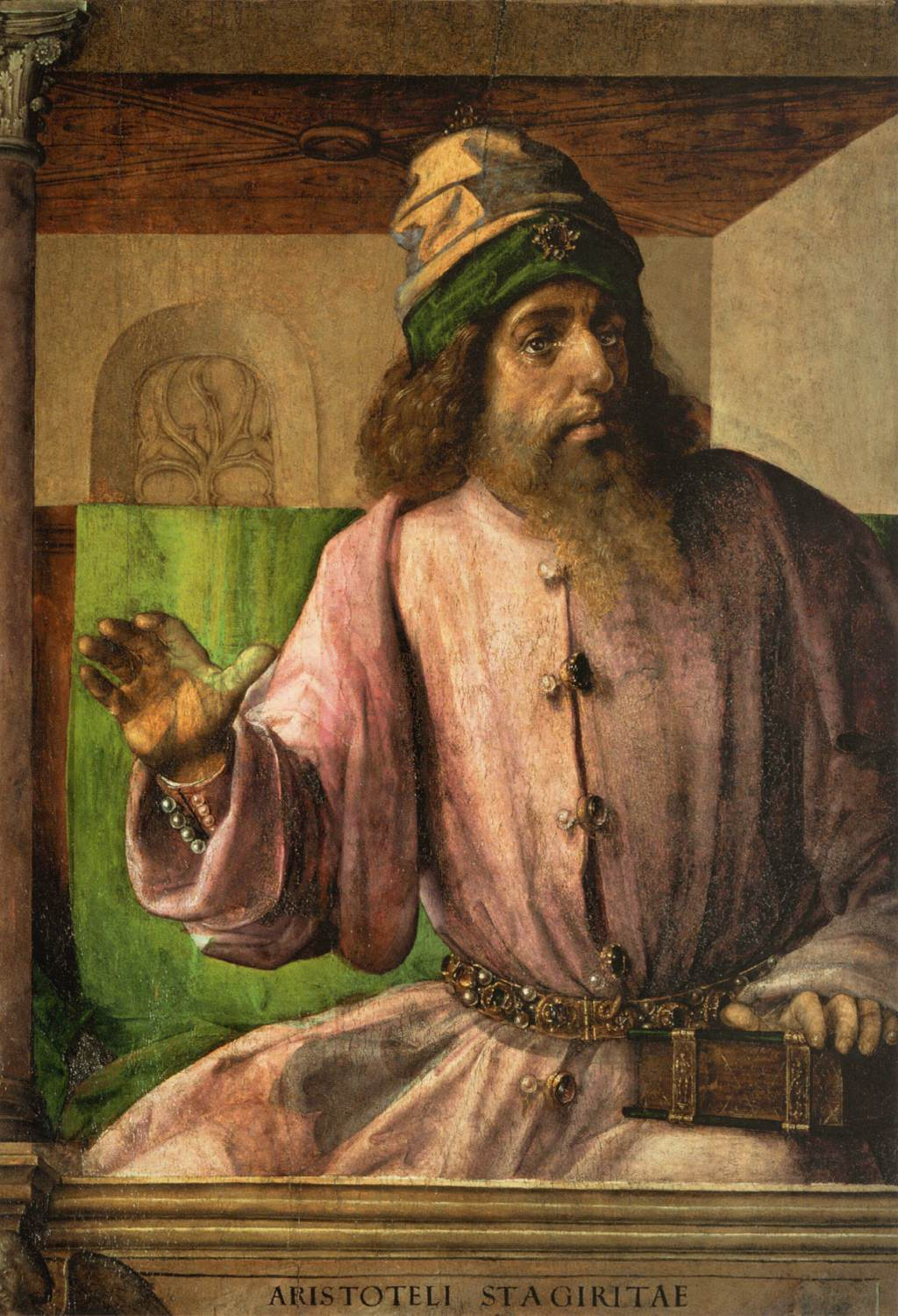
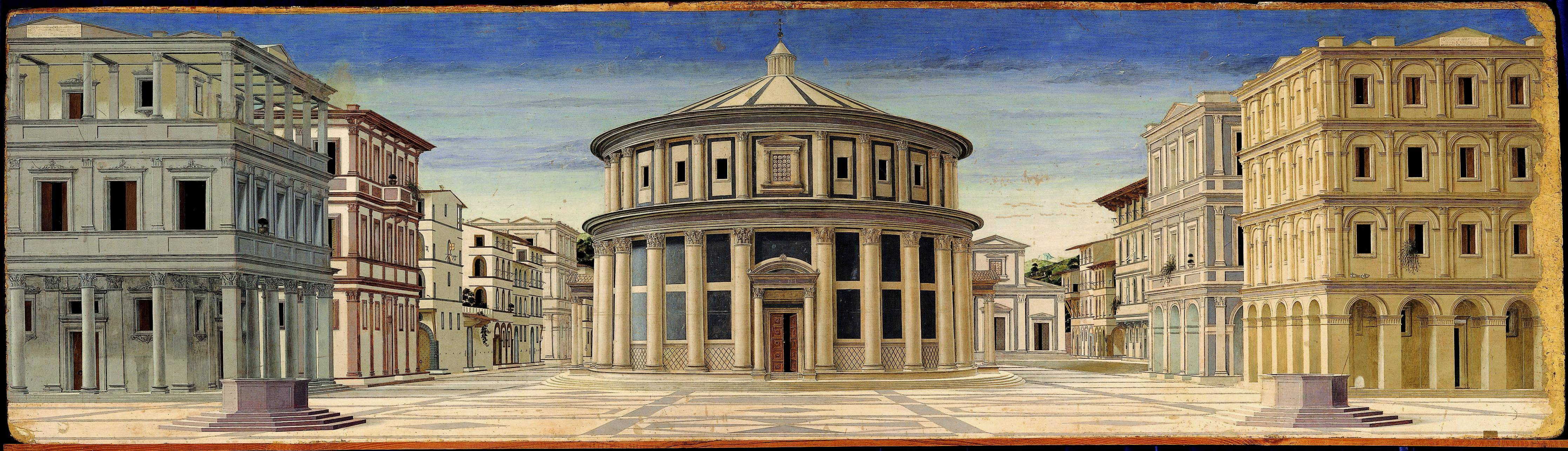
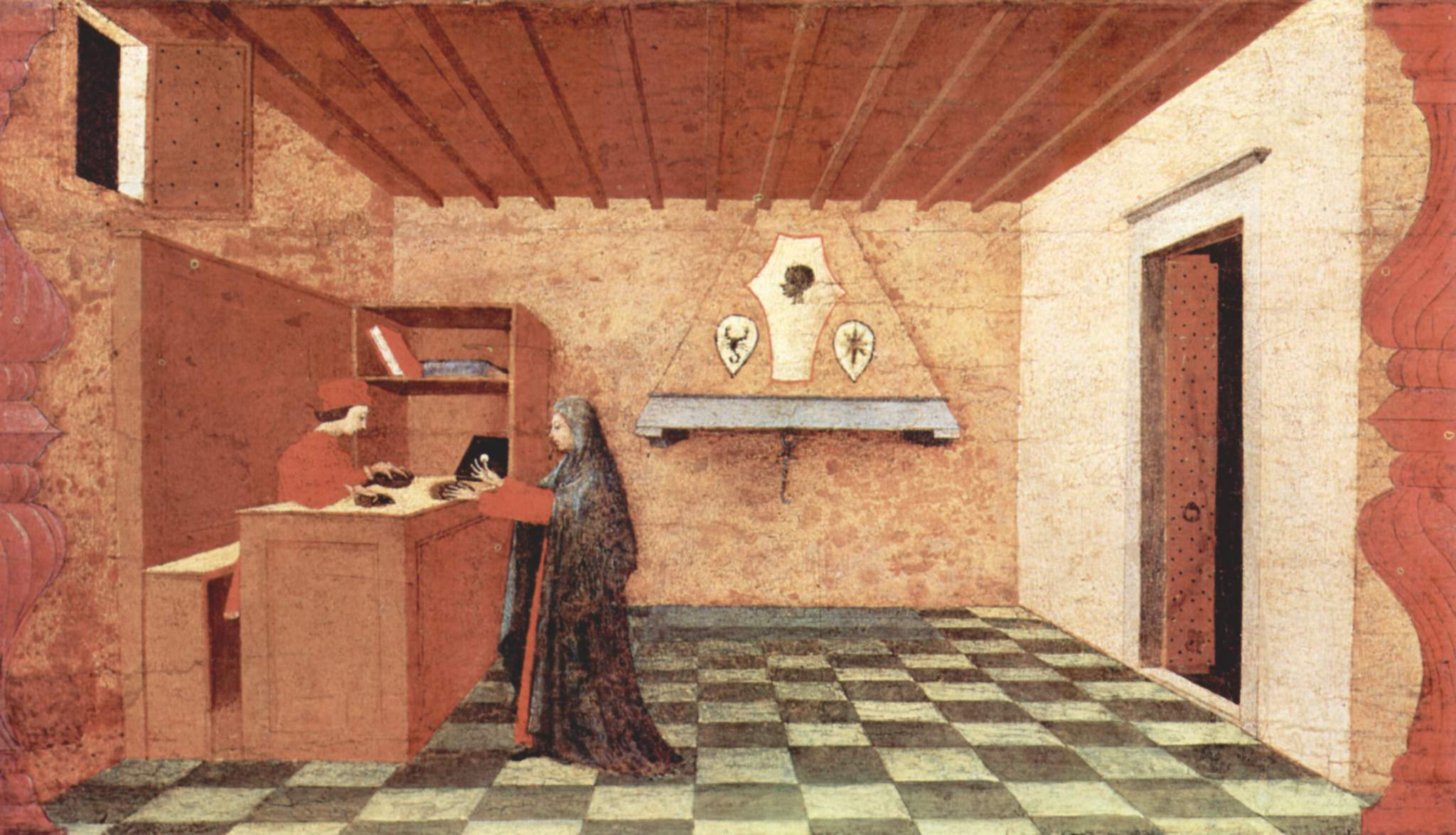
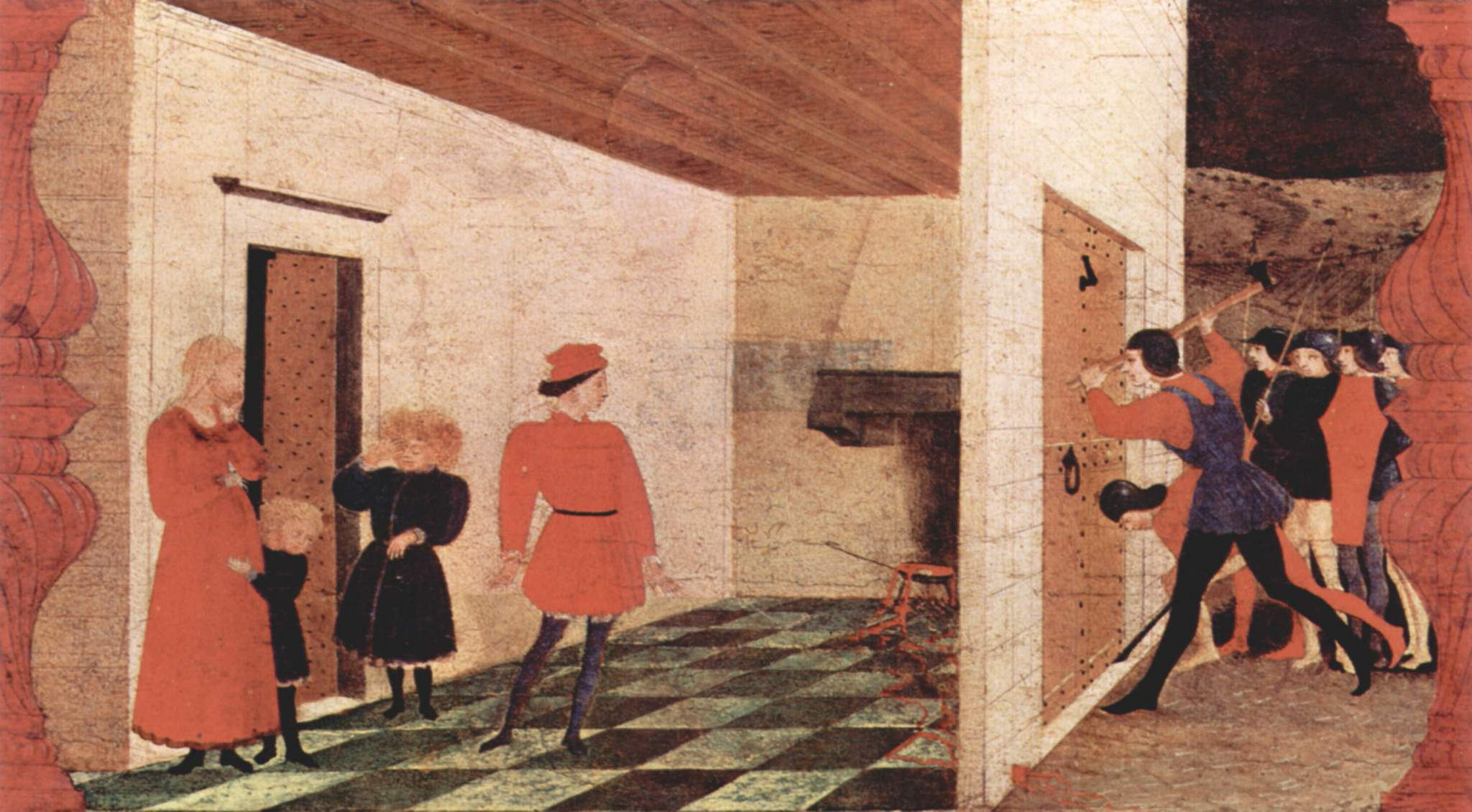
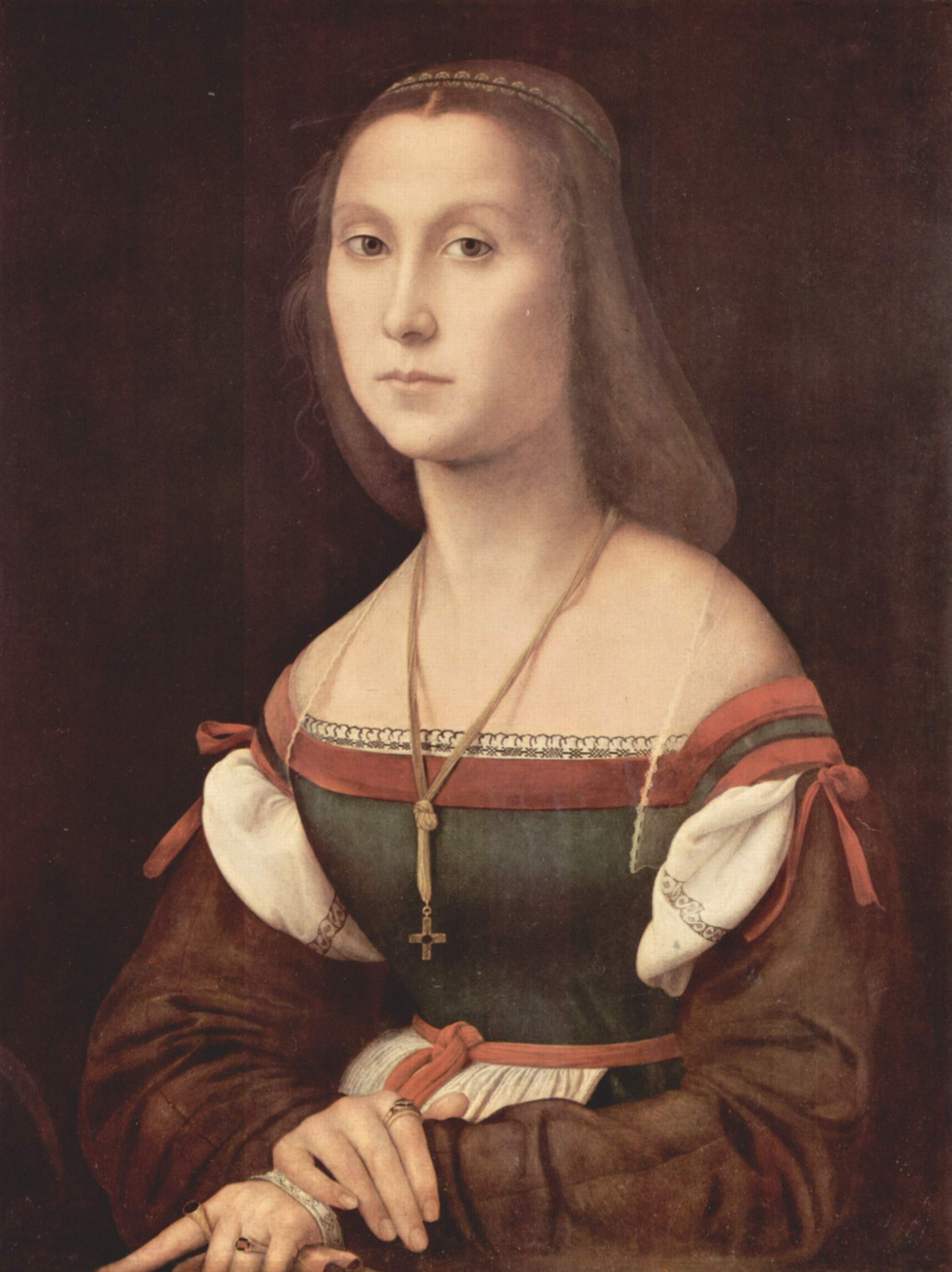